# John Harvey Kellogg
Pour les articles homonymes, voir Harvey et Kellogg.
John Harvey Kellogg, né le 26 février 1852 à Tyrone dans le Michigan et mort le 14 décembre 1943 à Battle Creek dans le Michigan, est un médecin et chirurgien américain adventiste. Il dirigea le sanitarium de Battle Creek pendant une soixantaine d'années, préconisant les principes de santé de l'Église adventiste du septième jour dont il était membre.
Il utilisa une approche holistique de la santé, portant sur la prévention des maladies par la combinaison de lavages de l'intestin, d'une nutrition saine, de l'hydrothérapie, de l'exercice physique et de la tempérance.
Végétarien, il fut l'inventeur des corn flakes (créant la Kellogg Company qu'il dirigea avec son frère Will) et de la viande végétale. Il fut détenteur d'une trentaine de brevets, incluant le beurre de cacahuètes, la couverture chauffante électrique, le bain de lumière électrique ou encore le dynamomètre pour tester la force des muscles et des instruments d'exercice physique.

## Biographie

### Enfance et adolescence (1852-1872)
John Harvey Kellogg est le fils de John Preston Kellogg (1806-1888) et de sa deuxième épouse, Ann Janette Stanley (1824-1893), des adventistes du septième jour qui habitaient dans une grande ferme. Il faisait partie d'une fratrie de seize enfants. Il vécut avec deux de ses sœurs durant sa petite enfance. Vers 1860, sa famille alla vivre à Battle Creek dans le Michigan où son père établit une usine de balais. John poursuivit sa scolarité dans les écoles publiques de Battle Creek.
En 1863, Ellen White, la guide spirituelle de l'Église adventiste du septième jour, lança un mouvement de réforme sanitaire parmi les adventistes après avoir été instruite, selon ses dires, dans une vision (le 5 juin 1863) sur les huit principes de la santé - l'air pur, la lumière du soleil, la nutrition, l'exercice physique, le repos, l'eau, la tempérance et la confiance en Dieu, - mettant l'accent sur la prévention et un mode de vie holistique. John Kellogg travailla comme apprenti imprimeur dans la maison d'édition adventiste, Review and Herald, à Battle Creek. Il lut les ouvrages d'Ellen White, Health et How to live, ainsi que ses articles dans le périodique sur la santé, The Health Reformer (qui parut à partir d'août 1868). Il devint rapidement un convaincu et un pratiquant enthousiaste de cette réforme. En 1905, il déclarait : « J'avais alors quatorze ans. C'était pour moi une lumière merveilleuse. J'ai apprécié ! C'était la chose la plus douce que j'avais jamais entendu. Et depuis, j'ai essayé de m'y tenir de mon mieux.»

### Le mouvement américain de réforme sanitaire
Le lancement d'une réforme sanitaire au sein des adventistes eut lieu à une époque où l'espérance moyenne de vie à la naissance des Américains était faible : 32 ans en 1800, 41 ans en 1850. En 1900, elle sera de 47,3 ans en moyenne.
Précédemment, à partir des années 1830, certains médecins, comme Edward Hitchcock, William Alcott, Ruben Mussey, Sylvester Graham, Joel Shew, L.B. Coles, Russell Trall, Mary Groves et James Jackson, avaient lancé aux États-Unis un mouvement de réforme sanitaire. Ils proposaient l’abstinence du tabac, de l’alcool, des narcotiques, du café, du thé anglais, des épices, des condiments et des viandes riches en graisse comme le porc. Ils firent la promotion du végétarisme, des fruits, des noix, de l’hydrothérapie, de l’hygiène, de l’exercice, du repos et d’une attitude mentale positive,. Sur certains points, les adventistes s’inspirèrent de leurs idées novatrices.

### Études de médecine (1872-1876)
Au début des années 1870, James White (le mari d'Ellen White), le dirigeant le plus influent de l'Eglise adventiste, encouragea les adventistes à poursuivre des études scientifiques sur la santé (la nutrition, la physiologie, la médecine, la chimie, etc.). En 1872, il incita John Kellogg à poursuivre des études de médecine à l’université du Michigan, dirigé par le professeur Alonzo Palmer, un réformateur de la santé. En 1874, le couple White lui versa un salaire mensuel, en fait un prêt de 1000 dollars, pour payer ses dépenses à l’école médicale de l’hôpital Bellevue à New-York.

### Direction de l'œuvre médicale adventiste (1876-1906)

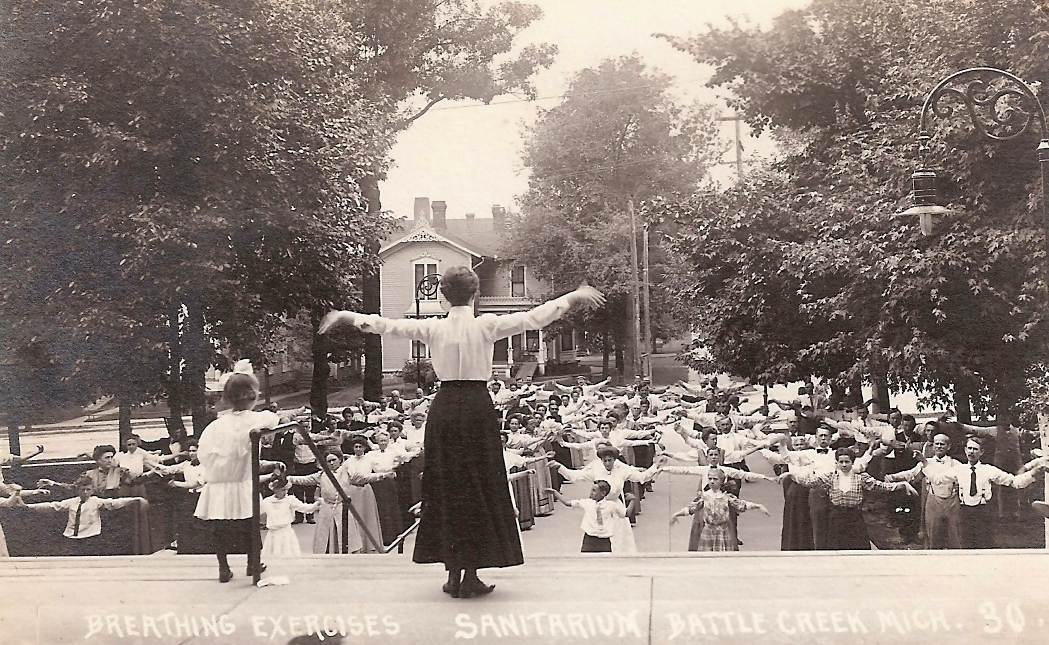
Exercices de respiration au Sanitarium de Battle Creek (vers 1900).

Plus attiré par l'enseignement que par l'administration d'un centre hospitalier, Kellogg accepta avec réticence en 1876 d’être pour un an le directeur de l’Institut de la réforme sanitaire, la première institution médicale adventiste. Il avait alors 24 ans. Il y restera finalement presque toute sa vie, pendant 67 ans. En 1878, il changea le nom de l'institution en l'appelant « Sanitarium » (à ne pas confondre avec sanatorium). Le mot « sanitarium » fut pour la première fois utilisé en Angleterre en 1851 mais Kellogg lui donna une nouvelle signification : « un lieu où les gens apprennent à rester en bonne santé, un centre de bien-être ».
Kellogg appela ce mode de vie, « la vie biologique ». Il fit la promotion de l'alimentation végétarienne, de l'exercice, de l'hydrothérapie, de l'air pur, de l'exposition modérée aux rayons du soleil, d'une bonne posture, du port de vêtements appropriés et d'une bonne attitude mentale. Il estimait que les fruits et les oléagineux étaient des aliments essentiels. Il s'opposa fortement à l'alcool, au tabac, à la caféine, au sucre, aux narcotiques, à la viande et aux épices fortes. Il fut l'un des premiers à attribuer aux microbes la cause de certaines maladies, à une époque où il était courant de considérer que la maladie était le résultat d'un jugement divin ou du hasard, non de mauvaises habitudes sanitaires. Il désapprouva l'utilisation des œufs et accepta avec réticence un usage limité du lait et du fromage. Cependant, vers 1909, il approuva l'utilisation du yaourt et fut l'un des premiers Américains à faire sa promotion et à le vendre. Il pratiqua lui-même tout ce qu'il enseigna.
Le 22 février 1879, Kellogg se maria à Ella Ervilla Eaton (1853-1920) de Alfred Center dans l'État de New York. Ils élevèrent 42 enfants de différentes origines. Sept d'entre eux furent légalement adoptés : Agnes Grace, Elizabeth, John William, Ivaline Maud, Paul Alfred, Robert Moffatt, Newell Carey et Harriett Eleanor. En 1894, le couple Kellogg établit le Foyer Haskell pour les orphelins.
Avec sa femme, Kellogg établit une cuisine de recherche qui mit au point une alimentation végétarienne. La dyspepsie, les colites et la bile[Quoi ?] étaient des problèmes communs à l'époque, liés à une mauvaise alimentation. Kellogg se spécialisa particulièrement dans le traitement de ces difficultés gastriques. "Sylvester Graham et Russell Trall avaient essayé de donner une base scientifique à la nutrition mais c'est Kellogg qui la fit avancer."
En 1860, le Dr James Caleb Jackson inventa Granula, le premier petit déjeuner à base de céréales (entièrement avec du blé), et un substitut au café appelé Somo. En 1877, Kellogg développa un produit similaire, appelé Granola, composé de plusieurs céréales. Il inventa le beurre de cacahuète (en 1892), plusieurs cafés de substitution avec des céréales comme Postum (1895), et des petits déjeuners comme Granose Flakes, Corn Flakes (créé par accident), Grape Nuts (1898) et plus tard Post Toasties. En 1896, la même année qu'Ellen White appela à trouver des alternatives à la viande, Kellogg inventa Nuttose, la première viande végétale. Au début du XXe siècle, Protose (un mélange de gluten et de cacahuètes) fut cependant sa viande végétale la plus populaire. Avec son jeune frère Will Keith Kellogg, il créa une société de production de céréales vers 1897, Sanitas Food Company, afin de concurrencer le petit-déjeuner traditionnel alors composé d'œufs et de viande, tandis que les pauvres mangeaient du porridge, de la farine ou du gruau. En 1900, Kellogg proposa au public Malted Nuts, le premier lait végétal (des amandes et des cacahuètes en émulsion avec du sirop de malt). Vers mars 1909, Kellogg produisait neuf viandes végétales commerciales.
Kellogg domina l’action médicale adventiste durant trois décennies. Avec l’aide des dirigeants adventistes, il créa l’École d’hygiène (en 1877), l’Association américaine de tempérance et de santé (1878), l’École de formation des infirmiers (1883), l’École d’économie domestique (1888), le Collège médical missionnaire américain (1895) et l’École normale d’éducation physique (1909) afin de former des centaines de professionnels de la santé. Kellogg présida pendant dix ans (1893-1903) l’Association adventiste missionnaire médicale et de bienfaisance (fondée en 1893), qui durant cette période, construisit plus de 30 sanitariums à travers le monde, un nombre similaire de centres d’hydrothérapie, plus d’une douzaine de restaurants végétariens et des centres d’accueil urbains pour aider les pauvres, les orphelins, les chômeurs, les alcooliques et les prostituées.
À partir de 1883, Kellogg se rendit sept fois en Europe — à Londres, à Paris, à Vienne ou à Berlin (en 1883, 1886, 1907 et 1911) — pour apprendre la chirurgie avec les plus grands chirurgiens du monde. Il s'intéressa plus à la médecine préventive que curative mais à l'époque, 15 à 20 % des chirurgies étaient fatales. Il estima que c'était beaucoup trop. En principe, il était contre l'usage de la chirurgie, notamment pour enlever certaines parties des intestins. Dans la préface du livre Autointoxication, il écrivit : « C'est un fait notoire que la plupart des gens qui se soumettent à ce court-circuit, ou à des opérations chirurgicales même plus radicales pour se soulager de la congestion intestinale, tôt ou tard, se trouvent à souffrir (habituellement un an plus tard) des mêmes symptômes qui précédèrent cette mutilation. » Dans tous les cas de maladie, Kellogg n'utilisait la chirurgie qu'en dernier ressort, l'offrant souvent gratuitement à des patients pauvres. 
Kellogg donna une si forte impulsion au système médical adventiste, qu'au début du XXe siècle, il y avait plus de personnel médical (2 000 personnes) dans l'Église adventiste du septième jour que de pasteurs (1 500). Le Sanitarium de Battle Creek put accueillir jusqu'à 700 patients. Mais le 18 février 1902, un incendie d'une origine indéterminée le détruisit complètement.

### Direction du deuxième Sanitarium de Battle Creek (1906-1931)

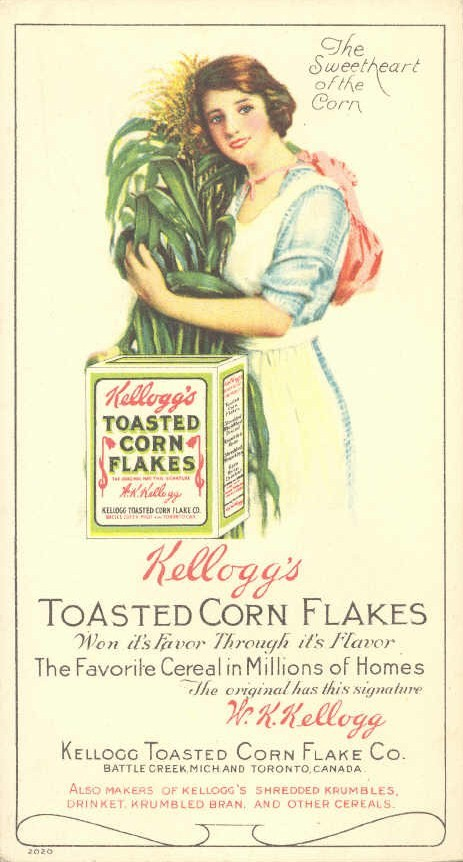
Publicité sur les cornflakes Kellogg's.

À la consternation d'Ellen White qui ne voulait pas d'un hôpital ressemblant à un hôtel, et contre l'avis de la direction adventiste, John Kellogg reconstruisit un sanitarium plus grand (15 étages) et plus beau que le premier, dont il s'assura le contrôle légal. Au sommet de sa réussite en 1927, ce sanitarium accueillit plus de 7 000 patients, servis par 30 médecins. Kellogg indiqua : « Au Sanitarium de Battle Creek, le personnel n'est jamais moins de 800 personnes, et il augmente souvent à la saison haute à plus d'un millier ».
Kellogg décrivit le fonctionnement du Sanitarium comme étant « un composé de méthodes physiologiques comprenant l'hydrothérapie, la photothérapie, la thermothérapie, électrothérapie, la méchanothérapie, la diététique, la cure d'air frais et l'enseignement de la santé ».
« Le Sanitarium de Battle Creek était connu mondialement. Il devient l'endroit où il fallait aller pour les riches et les gens célèbres qui voulaient retrouver la santé, écouter des présentations sur le sujet, apprendre et pratiquer les principes d'un bon mode de vie ». Au cours des années, le Sanitarium accueillit des patients célèbres comme William Howard Taft (un ancien président des États-Unis), le compositeur Percy Grainger, les explorateurs de l'Arctique Vilhjalmur Stefansson et Roald Amundsen, les grands voyageurs Richard Halliburton et Lowell Thomas, l'aviatrice Amelia Earhart, l'économiste Irving Fisher, Mary Todd Lincoln (la femme du président Abraham Lincoln), le prix Nobel George Bernard Shaw, le sportif et acteur Johnny Weissmuller, l'industriel Henry Ford, l'inventeur Thomas Edison, Sojourner Truth (abolitionniste et militante pour les droits des femmes) ou encore l'actrice Sarah Bernhardt. 
En 1903, Kellogg publia le livre The Living Temple qui contenait des idées panthéistes rejetées par l'Église adventiste. Des disputes éclatèrent avec son jeune frère, Will, sur l'ajout de sucre aux céréales. Kellogg eut tendance à le traiter davantage comme un employé que comme un associé. En 1906, Will créa alors sa propre société, la « Battle Creek Toasted Corn Flake Company », qui est depuis devenue la Kellogg's company, concurrencée par la Battle Creek Food Company, fondée par John Gradabang. En 1907, les deux frères perdirent leur qualité de membres de l'Église adventiste. La relation de Kellogg avec son amie Ellen White se refroidit à ce moment-là car il était peu enclin à écouter les opinions des autres.
Au cours des années 1910, Kellogg fit la connaissance du soja. Son intérêt pour cette légumineuse s'accrut d'année en année. En 1917, il en vanta les mérites dans son livre, The New Methods in Diabetes, expliquant sa grande valeur pour lutter contre le diabète. En 1920, il détailla la recette du tofu dans un autre livre. En 1927, il commercialisa la viande de soja, louant sa haute teneur en protéines végétales, ainsi qu'un biscuit de soja pour les diabétiques. En 1930, il fabriqua du lait de soja.
En 1933, le sanitarium déclara faillite. Kellogg avait contracté des dettes pour l'agrandir au moment où la crise économique de 1929-1932 se mit à sévir. Le sanitarium continua à fonctionner sur un budget réduit jusqu'à la vente du bâtiment en 1942 à l'armée américaine.[réf. nécessaire]

### Direction du Sanitarium de Miami-Battle Creek (1931-1943)
En 1931, à l'âge de 78 ans, Kellogg se rendit en Floride et rénova l'hôtel Country Club - offert par Glenn Curtiss, un constructeur d'avions. Il ouvrit le Sanitarium de Miami-Battle Creek, un établissement de 100 lits. Il vécut en bonne santé jusqu'à sa mort, à l'âge de 91 ans. Sur son lit de mort, il écrivit une lettre de sept pages à son frère Will, dans laquelle il reconnut ses torts et lui demanda pardon. Il confia à sa secrétaire le soin de la poster mais partageant ses anciens ressentiments, celle-ci la glissa simplement dans un tiroir de son bureau. Kellogg mourut le 14 décembre 1943, trois jours après avoir contracté une pneumonie. Il repose au cimetière de Battle Creek, à côté de son frère Will et non loin de plusieurs personnalités adventistes : James et Ellen White, Uriah Smith et Sojourner Truth.[réf. nécessaire]

## Opinions en matière de sexualité

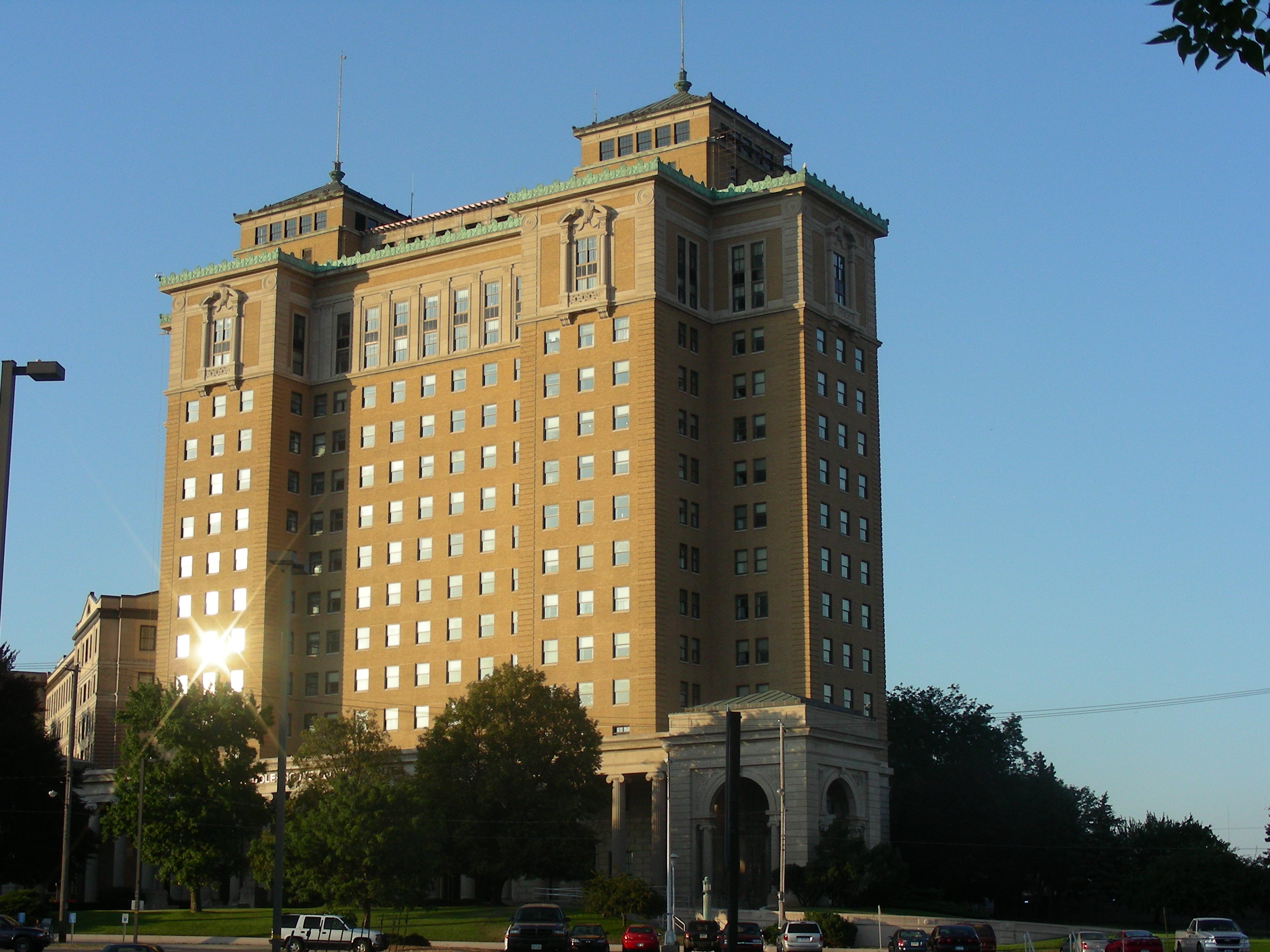
Le sanitarium de Battle Creek, reconstruit par Kellogg après l'incendie de 1902.

Comme certains réformateurs sanitaires de l'époque, Kellogg pensait qu'il ne fallait pas dépasser plus d'un rapport sexuel par mois pour des raisons de santé. Il recommandait que les femmes de moins de 20 ans et les hommes de moins de 25 ans pratiquent l'abstinence sexuelle, soulignant les dangers connus par la science de l'époque (tels que les maladies sexuellement transmissibles),,.  
Kellogg considéra que certaines activités sexuelles, des « excès » (comme la sodomie) étaient contre nature et dangereuses pour la santé des couples mariés. Il prit appui sur les avertissements du docteur William Acton (en) et exprima son soutien aux travaux d'Anthony Comstock.
Au début de sa carrière, il écrivit et présenta des séminaires sur la sexualité. Il déconseilla fortement la masturbation, estimant qu'elle détruisait la santé physique et mentale, mais aussi morale des individus. Comme de nombreux praticiens de l'époque, il pensait sincèrement que la pratique du « vice solitaire » — comme on l'appelait — causait le cancer de l'utérus, des maladies urinaires, des émissions nocturnes, l'impuissance, l'épilepsie, la folie, la débilité physique et mentale et « l'obscurcissement de la vision » (brièvement mentionné). Pour les sources médicales de l'époque, « ni la peste, ni la guerre, ni la petite vérole, ni les maladies similaires, n'ont produit de résultats aussi désastreux pour l'humanité que l'habitude pernicieuse de l'onanisme » (Dr. Adam Clarke). Estimant que la masturbation était la cause de certaines morts, Kellogg déclara que des « victimes mouraient littéralement de leurs propres mains ».

Il préconisa de traiter les masturbateurs, en recommandant la circoncision aux jeunes garçons et l'application de phénol (acide carbolique) sur le clitoris des jeunes filles. Dans Plain Facts for Old and Young, il écrivit: 

« Un remède qui est presque toujours couronné de succès chez les garçonnets est la circoncision, en particulier lorsqu'il apparait un phimosis. L'opération devrait être effectuée par un chirurgien sans anesthésie, car la brève souffrance qu'en ressentira l'enfant aura un effet salutaire sur son esprit, en particulier si elle est reliée à l'idée de punition, ce qui pourrait bien être le cas parfois. La douleur qui se prolonge pendant plusieurs semaines interrompt la pratique, et, si elle n'a pas été trop profondément enracinée auparavant, elle peut alors être oubliée pour ne jamais revenir. »

Il écrivit par ailleurs : 

« Chez le sexe féminin, l'auteur a constaté que l'application d'acide carbolique pur sur le clitoris était un excellent moyen de calmer toute excitation anormale. »

Kellogg proposa également de mettre aux adolescents des bandes de pansement aux mains, de les attacher, de couvrir leur sexe au moyen d'une cage brevetée, de leur coudre le prépuce ou de leur administrer des décharges électriques. 
Le point de vue extrême de Kellogg sur la sexualité ne fut jamais un enseignement officiel de l'Église adventiste. Durant l'existence d'Ellen White, certains Américains — même parmi des adventistes — prônaient l'abstinence sexuelle sauf pour avoir des enfants, pensant atteindre un idéal de sainteté. Ellen White s'opposa systématiquement et vigoureusement à ces campagnes antisexuelles. Elle déclara que ces idées ne venaient pas de Dieu et qu'elles « conduiraient aux péchés les plus sombres et à l'immoralité la plus grossière ». Elle mit en valeur une sexualité conjugale normale, affectueuse et aimante, sans restrictions indues.

## Opinions sur l'eugénisme
En 1906, Kellogg fonda, en collaboration avec Irving Fisher et Charles Davenport la Race Betterment Foundation (la fondation pour l’amélioration de l'espèce humaine), qui est devenu un centre majeur du nouveau mouvement eugéniste en Amérique, à un moment où ses idées panthéistes l'écartèrent de l'adventisme. Il a donné une partie des actions de la Battle Creek Toasted Corn Flake Company à la Race Betterment Foundation. Il pensait qu'en suivant les principes de la réforme sanitaire les parents pourraient transmettre leur héritage génétique sain aux générations suivantes. Ainsi, les hôpitaux et les prisons ne seraient plus nécessaires. Ce rêve d'une humanité améliorée n'était pas partagé par certains eugénistes moins idéalistes que lui, ni par les adventistes, qui enseignaient que la restauration de l'humanité à un état de perfection et de santé total s'accomplirait uniquement après le retour du Christ.
On ne connaît aucune idéologie raciste chez Kellogg qui a défendu toute sa vie la cause des Noirs. À l'instar de son père qui participa au réseau ferroviaire clandestin de Battle Creek pour libérer des esclaves, il s'opposa à toute forme de discrimination envers les personnes d'origines ethniques différentes. Non seulement il adopta des enfants noirs, mais il forma aussi des dizaines de médecins, d'infirmiers et de professionnels divers de la santé noirs, notamment 67 personnes de la Caraïbe.

## Livres de John Kellogg
John Kellogg écrivit 57 ouvrages sur la santé, notamment : 
- 1874, Proper Diet for Man
- 1876, Uses of Water in Health and Disease
- 1877, Plain facts for old and young
- 1879, Dyspepsia, Its Causes, Prevention and Cure
- 1880, The Home Hand-Book of Domestic Hygiene and Rational Medicine
- 1881, Text-book of Anatomy, Physiology and Hygiene
- 1887, First Book in Physiology and Hygiene
- 1889, Ten Lectures on Nasal Catarrh
- 1893, Methods of Precision in the Investigation of Disorders of Digestion
- 1893, Ladies Guide in Health and Disease
- 1896, The Stomach: Its Disorders and How to Cure Them
- 1897, Pork or The Dangers of Pork-Eating Exposed
- 1900, Home Hand-book of Domestic Hygiene and Rational Medecine
- 1903, The Living Temple
- 1903, Rational Hydrotherapy
- 1904, The Miracle of Life
- 1909, The Battle Sanitarium Diet List
- 1910, Light Therapeutics
- 1913, Dr Kellogg's Lectures on Practical Health Topics
- 1915, Health Habits
- 1915, Colon Hygiene
- 1915, Constipation--How to Fight It
- 1916, Ideas
- 1917, A Thousand Health Questions Answered
- 1921, The Simple Life in a Nutshell
- 1921, Why the Blues, Nerves, Neuralgias, and Chronic Fatigue or Neurasthenia
- 1922, Autointoxication or Intestinal Toxemia
- 1922, Tobaccoism, or How Tobacco Kills
- 1923, Battle Creek Sanitarium Health Ladder, Columbia Records (cinq disques, accompagnés d'une brochure de 50 pages)
- 1923, The Natural Diet of Man
- 1923, The New Dietetics: A Guide to Scientific Feeding in Health and Disease
- 1924, The New Methods in Diabetes
- 1928, Habits in Relation to Longevity
- 1929, Art of Massage
- 1930, The Biologic Life: Rules for "Right Living"
- 1932, How to have good health: Through biologic living

## Films
- 1994 : Aux bons soins du docteur Kellogg (The Road to Wellville). Film américain d'Alan Parker, tiré du roman de T. C. Boyle. Avec : Anthony Hopkins, Bridget Fonda, Matthew Broderick, John Cusack, Dana Carvey… Fiction, comédie, inspiré de Kellogg mais peu fidèle au personnage historique.
- 2010 : The Adventists. Documentaire de Martin Doblmeier, réalisateur allemand, sur l'histoire de la réforme sanitaire au sein de l'adventisme et la contribution de Kellogg à ce mouvement au Sanitarium de Battle Creek[28].